# 第一烏拉爾斯克
58°55′N 59°57′E / 58.917°N 59.950°E
第一烏拉爾斯克（俄语：Первоура́льск）是俄羅斯斯維爾德洛夫斯克州西南部的一個城市，位於丘索瓦亞河畔。2002年人口132,277人。
1730年建城，1933年6月20日設市並改現名。當地以鋼管著名。